# Ydre (Gemeinde)
Koordinaten: 57° 50′ N, 15° 16′ O

Die Gemeinde (schwedisch kommun) Ydre liegt in der schwedischen Provinz Östergötlands län. Ihr Hauptort ist Österbymo. Weitere Ortschaften sind Hestra, Asby, Norra Vi, Rydsnäs, Sund u. a.

## Geographie
Die Gemeinde Ydre liegt am Nordrand des Südschwedischen Hochlandes. Das Gemeindegebiet ist seenreich und von zahlreichen kleineren Wasserläufen durchzogen.

## Wirtschaft
In der Gemeinde gibt es einen ungewöhnlich hohen Anteil von Beschäftigten in der Land- und Forstwirtschaft (~14 %). Auch im sekundären Sektor dominiert die holzverarbeitende Industrie.